# Білозірський район
Білозі́рський райо́н — адміністративно-територіальна одиниця (район) в складі Київської губернії СРСР, яка існувала в 1923—1924 роках.
Центром району було село Білозір'я.
Район був утворений 1923 року після того, як за новою адміністративною реформою в СРСР ліквідовувались повіти і створювались райони. Так, після розформування Черкаського повіту, був утворений і Білозірський район. Але 1924 року його територія увійшла до складу Черкаського району.